# Alyssa Lampe
Alyssa Lampe (ur. 10 marca 1988) – amerykańska zapaśniczka. Brązowy medal mistrzostw świata w 2012 i 2013; piąta w 2014. Trzecia na igrzyskach panamerykańskich w 2015. Złoto mistrzostw panamerykańskich w 2009. Czwarta w Pucharze Świata w 2010; 2013 i 2015 i piąta w 2011 i 2012 i szósta w 2014. Brąz na MŚ juniorów w 2007 i 2008 roku. Zawodniczka Northern Michigan University.